# 彩崎ゆう
彩崎 ゆう（あやさき ゆう）は、任天堂のゲームソフト『大合奏!バンドブラザーズP』（以下『バンブラP』）に登場していた架空の声優、ラジオパーソナリティ、歌手。ゲームソフト内の架空のラジオ放送局「スッポン放送」で放送されていたラジオ番組『オールナイトスッポン』で「新人声優」としてパーソナリティを務めた。
架空の人物ではあるものの、後述のように、自身の公式Twitterを更新したりゲームソフト内の番組とは別の実在するラジオ番組に出演したりするなど、一般のタレントと同様の活動も行っている。

## 経歴
「全スッポン・新人声優オーディション」でグランプリを獲得し、その後、スッポン放送のラジオ番組『オールナイトスッポン』のパーソナリティに抜擢。2014年2月27日より『彩崎ゆうのオールナイトスッポン』等の番組を担当し、一流の声優を目指すべく様々な企画に挑戦している。
長らく本業の声優としての活動がなく、2015年10月1日放送の『帰って来た!彩崎ゆうのオールナイトスッポン』第5回で本人が「オーディションは受けているが採用まで至っていない」という旨の発言をしていたが、その後ナレーション等の仕事を経て、2016年3月9日にWii U用ゲームソフト『スーパーマリオメーカー』で声優デビューすることとなった（後述）。
歌手活動も行っており、ラジオ番組内で歌を披露することがあるほか、2016年9月25日開催のイベントでデビューCD『You can do it!/Song For You!』がリリースされた（後述）。

## 人物
誕生日は3月21日。年齢は21歳（2017年時点、登場当初の2014年では18歳）。青髪の頭にヘッドフォンを装着し、後頭部には大きな黒いリボンをつけている。
尊敬する声優に「田村ゆかり」、好きな色に水色を挙げている。
特技は早口言葉で、自身の番組内のコーナー「ザ・ボイス!早口いうか!」では様々な早口言葉に挑戦している。
声優ユニット「i☆Ris」に憧れており、メンバーの一人・芹澤優を推している。芹澤の声に似ていると言われることもある。

## 出演
『彩崎ゆうのオールナイトスッポン』第1回〜第10回（2014年2月27日〜2014年5月30日）
様々なパーソナリティが担当する『オールナイトスッポン』の第一弾として放送開始。第10回の放送では彩崎のデビュー曲が発表されたが、スッポン放送のオーナーを務めるバーバラから、ニューヨークにあるレコーディングスタジオに自転車と手漕ぎボートを用いて向かうよう指令が下され、以降、約1年にわたり番組が休止した。
『帰って来た!彩崎ゆうのオールナイトスッポン』第1回〜第5回（2015年6月13日〜2015年10月1日）
ニューヨークでのレコーディングを終えて無事日本に帰国し、約1年ぶりに番組が再開された。
『彩崎ゆうのオールナイトスッポン Season2』第1回〜第48回（2015年10月15日〜2017年4月22日）
番組内に登場するロボット「バーバロボ6号」が「もう帰ってきてから何週間も経っている」と判断し、上記の『帰って来た!彩崎ゆうのオールナイトスッポン』のタイトルから改題された。
2016年8月6日の第30回放送の中でバーバラから指令が出され、当時オリンピック・パラリンピックを開催していたブラジルへ彩崎がボートを漕いで向かいデビューCDを売ることになった。このため、彩崎不在中の代替番組として「i☆Ris」のメンバー・澁谷梓希と芹澤優がパーソナリティを務める『がんばれ彩崎ゆうちゃんのオールナイトスッポン!』を全8回にわたり放送した。その後、彩崎は日本に帰国し、2016年10月8日の第31回放送より番組が再開された。
2016年12月3日の第38回放送では、彩崎が尊敬しており当日誕生日を迎えた芹澤優と電話越しで初共演した。
2017年4月22日の第48回放送では、バーバラから、月にいるウサギにCDを売って話題を集めるよう指令が出された。これを受け彩崎はロケットに変形できるよう改造されたバーバロボ6号とともに月へ向かい番組は休止、その後『バンブラP』のオンラインサービスが2020年5月1日0:00に終了したことに合わせて番組も終了となった。
気ままに9129大合奏!Byスッポン放送（2015年11月6日、2015年11月20日、2015年12月4日）
スッポン放送がニコニコ生放送にて不定期に放送している番組。番組内の「スッポン放送インフォメーション」やナレーションを担当した。
オールナイトニッポン MUSIC10（2015年11月11日）
ニッポン放送制作のラジオ番組。本人は番組に出演していないが、番組内で流れる『バンブラP』のCMでナレーションを担当した。
angelaのsparking!talking!show!（2016年6月4日、第609回放送）
東海ラジオ放送制作のラジオ番組（アニラジ）。番組前半では「i☆Ris」の山北早紀と芹澤優がゲスト出演し、2人の退席後、彩崎がゲストとして登場した。

## 登場ゲームソフト
バッジとれ〜るセンター
ニンテンドー3DS用のゲームソフト。2015年4月1日のエイプリールフール企画により『バンブラP』とコラボした際、ニンテンドー3DSのホーム画面に飾れるバッジの一つとして彩崎ゆうを基にしたものが登場。その後、2015年8月5日の更新では彩崎ゆう関連のバッジが複数作成された。また、翌年2016年4月1日のエイプリルフール企画でも既存のバッジが再登場した。
スーパーマリオメーカー
Wii U用のゲームソフト。ゲームの主人公「マリオ」の代わりに操作できるキャラクター「キャラマリオ」の一人として2016年3月9日に登場した「ましこ」の声を担当。さらに、彩崎ゆう本人のキャラマリオが、誕生日の2016年3月21日より登場した。

## 楽曲
2014年4月24日から5月18日の期間に『バンブラP』の利用者から彩崎のデビュー曲を募集し、『You can do it!』がグランプリを受賞。『彩崎ゆうのオールナイトスッポン』第10回の番組内で彩崎が歌を披露した。
2016年4月3日に行われた『バンブラP』のイベント「史上最大のオフ会vol.7」にて『You can do it!』の手焼きCDが販売され、全100枚が完売。この完売を記念し、2016年6月11日放送の『彩崎ゆうのオールナイトスッポン Season2』第22回の中で自身2曲目となる楽曲『Song For You!』が初披露された。
2016年9月25日には、彩崎のデビューCD『You can do it!/Song For You!』のリリースイベントが、ニッポン放送社屋内のイマジンスタジオで開催。前述のように彩崎は当時ブラジルに滞在していたためイベントでは電話出演のみとなり、ステージ上では「i☆Ris」の芹澤優が彩崎に代わり『You can do it!』と『Song For You!』の2曲を歌った。

### You can do it!/Song For You!
「あか盤」「あお盤」「みどり盤」の3種類が発売。ジャケットのデザインはそれぞれ異なるが、収録内容はいずれも同じ。当初は2016年9月25日開催のリリースイベントのみの販売だったが、2016年11月よりAmazonでの通信販売が開始された。
デビュー曲『You can do it!』と2作目『Song For You!』のほか、彩崎のトークを収録したトラックが3つ含まれている。
収録内容
1. OPなのにオープニングトーク?彩崎ゆうの自己紹介
2. You can do it!
3. さぁ、次の曲は…彩崎ゆうの自画自賛?
4. Song For You!
5. そして、あのコーナーも!彩崎ゆうの自由自在

## 関連商品
彩崎ゆうのがんばっちゃう棒♪
株式会社やおきんが販売するスナック菓子「うまい棒」のパッケージを彩崎ゆう仕様にした特別商品。コーンポタージュ味。2016年8月6日開催のイベント『バンブラPde大合奏!史上最大のオフ会vol.8』にて100本限定で販売。商品名の由来は、『You can do it!』の歌詞「がんばっちゃうもん♪」から。
ゆう&太郎マシュマロ
長方形のマシュマロ。パッケージには彩崎ゆうと共にスッポン放送の社長兼マスコットの「くいつく太郎」が描かれている。上記商品と同じく『バンブラPde大合奏!史上最大のオフ会vol.8』にて40個限定で販売。
『彩崎ゆう』缶バッジストラップ
表面に彩崎ゆうが描かれた缶バッジにストラップがついた商品。2017年4月22日開催のイベント『バンブラPde大合奏!史上最大のオフ会FINAL』にて35個限定で販売。
新人声優 彩崎ゆう ニンテンドー3DSテーマ
ニンテンドー3DS本体のHOME画面のデザインを彩崎ゆう仕様のものに変更できる「テーマ」の1つ。テーマ設定時にはBGMとして『You can do it!』が流れる。2017年4月22日から2019年4月22日13時59分までの期間限定販売。

## Twitter
- 2015年8月20日放送の『帰って来た!彩崎ゆうのオールナイトスッポン』第4回の中で、彩崎のことがTwitter上で話題になっているという話の流れで彩崎が「私もTwitterやってみたい」と発言する。
- 2015年9月29日に、Twitter上で「彩崎ゆう」と名乗るアカウントが登場[33]。当初は本人のものかどうか不明だったが、2015年10月15日付けの『バンブラP』公式Twitterにて彩崎ゆう本人のアカウントであることが示された[34]。
- 「i☆Ris」のメンバーが出演した前述の2015年のニコニコ生放送の中で彩崎がナレーターの仕事をして以来、「i☆Ris」に関するツイートが度々掲載されるようになり、「i☆Ris」公式Twitterでも『バンブラP』関連のツイートが見られるようになった。
- 不定期に4コマ漫画がアップロードされているが、これらは彩崎本人による投稿ではない[35][36]。
- 彩崎がブラジルへ行っていた2016年8月から9月にかけての時期には、スッポン放送のスタッフが情報を更新していた。
- Twitter社認定の公式アカウント（チェックマークの付いたアカウント）には指定されていない。
- 彩崎が月へ向かったため、2017年4月21日のツイートを最後に更新が停止している[37]。

## エピソード
- 2016年12月18日に開催された芹澤優のライブ『Yu Serizawa Birthday Live 〜Present Box〜』の中で、芹澤が『Song For You!』のカバーを披露した[38][39]。また、会場では『You can do it!/Song For You!』の宣伝用チラシが配布された[40]。